# 496 (số)
496 (bốn trăm chín mươi sáu) là một số tự nhiên ngay sau 495 và ngay trước 497.

## Trong toán học
- 496 là số hoàn thiện thứ ba với n = 5 (sau 6 và 28)